# Чемпіонат Польщі з хокею 1927
Чемпіонат Польщі з хокею 1927 — 1-й чемпіонат Польщі з хокею, чемпіоном став клуб АЗС Варшава.

## Кваліфікація
- Краковія (Краків) — Погонь (Львів) 0:3

## Фінальний раунд
- АЗС Варшава — Погонь (Львів) 15:0
- ВТЛ Варшава — Погонь (Львів) 5:1
- АЗС Варшава — ВТЛ Варшава 7:0

Підсумкова таблиця
| М  | Команда           |
| -- | ----------------- |
| 1. | АЗС Варшава       |
| 2. | ВТЛ Варшава       |
| 3. | Погонь (Львів)    |
| 4. | ПКЛ Познань       |
| 5. | Краковія (Краків) |
| 6. | ТКС Торунь        |